# Spirytualista (powieść)
Spirytualista (niem. Der Geisterseher) – niedokończona powieść Friedricha Schillera, która ukazała się we fragmentach w czasopiśmie Thalia między latami 1787 a 1789 i doczekała się 3 wydań. Choć utwór pozostał nieukończony, to przyniósł Schillerowi największy sukces w jego karierze. Efektywne połączenie typowych i aktualnych jak na ówczesne czasy zagadnień - jak wywoływanie duchów, spirytyzm czy konspiracje - wyszło naprzeciw oczekiwaniom czytelników.
W stylistycznie i strukturalnie niejednolitej budowie książki przewija się intryga związana z jezuickim tajnym stowarzyszeniem, które pragnie nawrócić protestanckiego księcia na katolicyzm i zapewnić mu koronę w jego kraju, by w ten sposób rozszerzyć swoje wpływy.
Na przykładzie figury księcia Schiller ukazuje centralny konflikt między pożądaniem a moralnością oraz pragnieniami a powinnością. W filozoficznych fragmentach tekstu na pierwszy plan wysuwają się oświeceniowe ideały autora, jego krytyka religii i społeczeństwa. 
Z powodu przedłużającego się czasu pisania powieści oraz niechęci Schillera do samego projektu, styl i struktura dzieła są niejednolite i noszą znamiona literatury pisanej prozą - powieści gotyckiej - ale także dramatu, wraz dialogami przypominającymi te z Don Carlosa.

## Fabuła

### Narracja

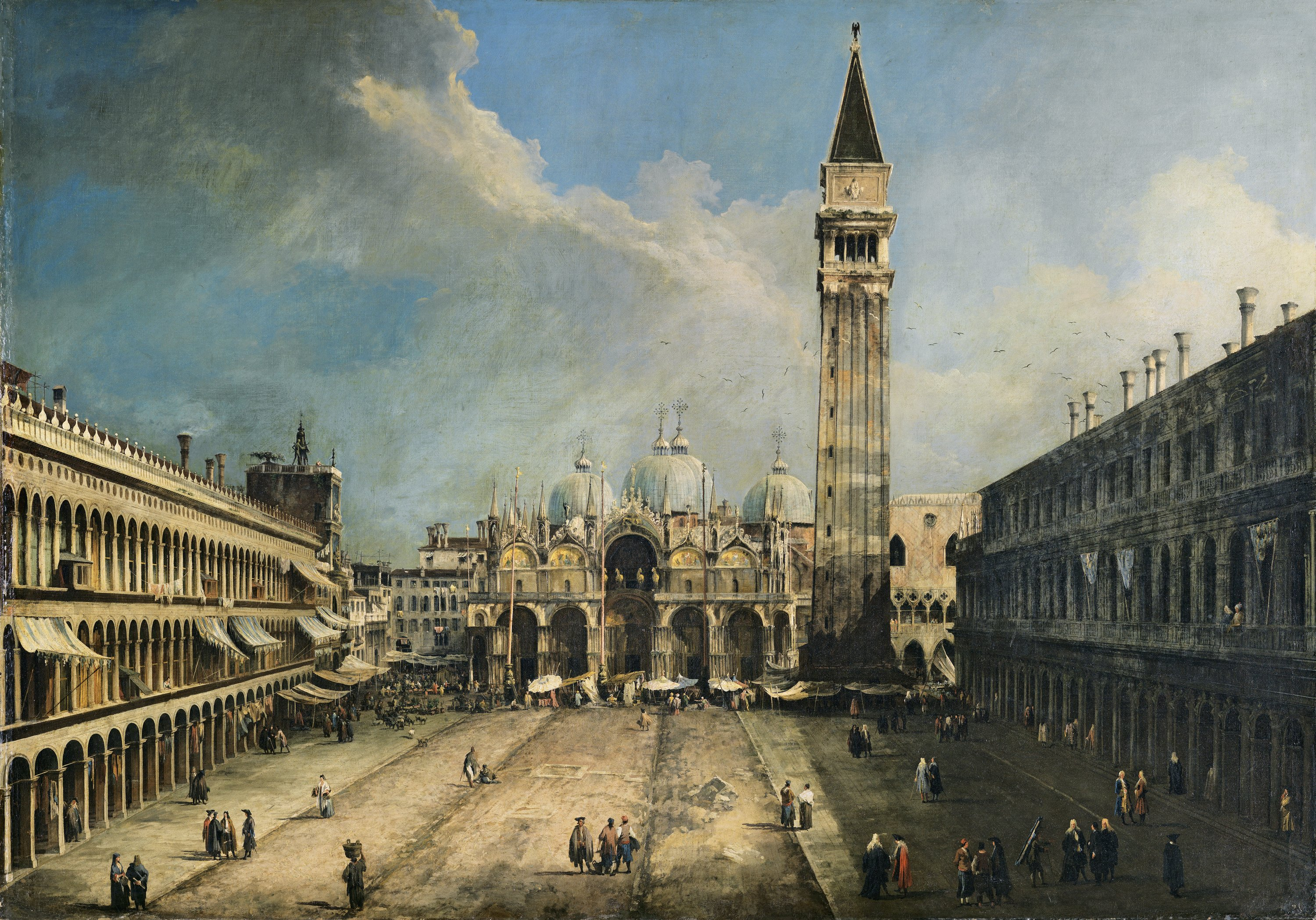
Plac św. Marka w Wenecji

Narrator pierwszoosobowy, hrabia z O., opisuje historię księcia, który na czas karnawału odwiedził Wenecję. Już na samym początku narrator podkreśla, iż tematem jest pozornie niesamowita historia, której on sam był świadkiem i z której pragnie zdać rzetelną relację.

### Książę

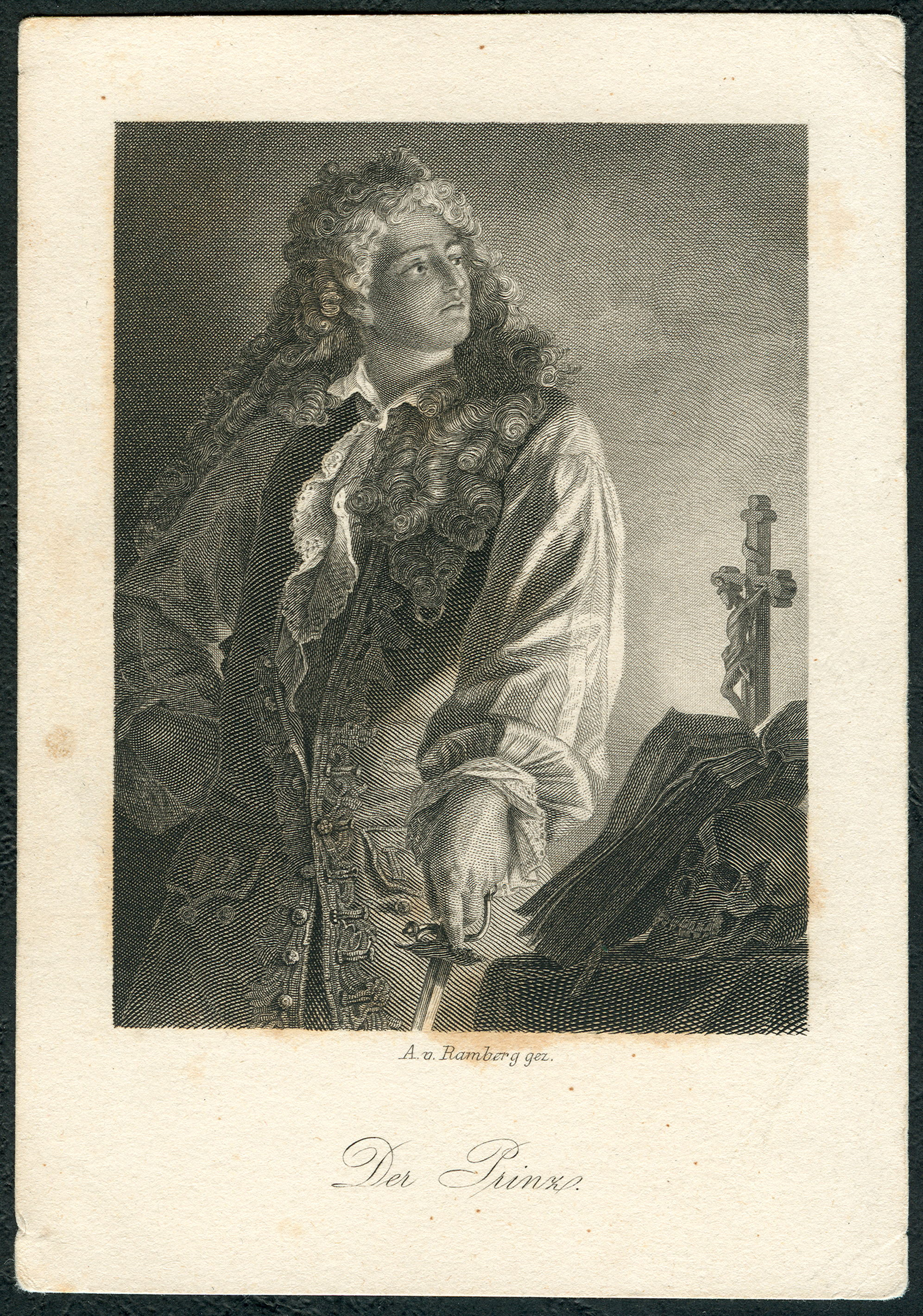
Książę, wykonany około 1859

Skryty i pochłonięty światem fantazji książę o melancholicznym i poważnym usposobieniu spędza swoje chwile w Wenecji, mając nadzieję na życie incognito w „rozpustnym mieście”. Pragnie rozwoju intelektualnego i duchowego, prowadząc spokojny tryb życia i unikając wszelakich obowiązków związanych z jego tytułem. Znikome środki finansowe nie pozwalają mu na egzystencję proporcjonalną do jego rangi społecznej. Sam otacza się tylko małą grupą najwierniejszych osób. Jako trzeci w kolejności kandydat do przejęcia władzy w swoim kraju nie ma on także ambicji politycznych.

### Spotkanie z Ormianinem
Spacerując wieczorem po placu św. Marka, książę wraz z hrabią są śledzeni przez zamaskowanego człowieka, który zbliża się do nich w tłumie i wypowiada słowa: Życz sobie szczęścia, książę… o godzinie 9 - on będzie martwy. Tajemnicza postać szybko się oddala i mimo długich poszukiwań nikt nie jest w stanie jej odnaleźć. 6 dni później książę otrzymuje wiadomość, że tego samego wieczoru o godzinie 9 zmarł jego kuzyn, co oznacza, iż zwiększają się jego szanse na objęcie tronu. On sam jednak nie chce o tym słyszeć: Nawet jeśli mógłbym zdobyć koronę, to miałbym inne rzeczy na głowie aniżeli takie błahostki”

### Inkwizycja państwowa
Następnego wieczoru przyjaciele uciekają przed deszczem, znajdując schronienie w kawiarni usytuowanej na placu św. Marka, w której kilka osób gra w karty. Książę obserwuje grę do momentu, gdy pewien mieszkaniec Wenecji, któremu przestało się wieść w rozgrywce, obraźliwym tonem nakazuje mu opuścić kawiarnię. Sytuacja się zaostrza: dochodzi do szarpaniny, w wyniku której książę powala Wenecjanina na ziemię. Inni Włosi opuszczają lokal. Pozostali goście ostrzegają protagonistę i radzą mu natychmiast opuścić miasto, gdyż jego zamożni mieszkańcy, tacy jak ów Wenecjanin, będą próbowali go zabić. Szybko zjawiają się urzędnicy inkwizycji państwowej i nakazują przyjaciołom, by ci udali się z nimi. Gondolą zostają zabrani w tajemne miejsce i z zawiązanymi oczami zaprowadzeni w kierunku nieznanego sklepienia. Kiedy opaski zostają usunięte, ich oczom ukazuje się krąg inkwizytorów, przyodzianych w czarne ubrania. Wprowadzony zostaje Wenecjanin, a straszy mężczyzna pyta się protagonisty, czy to ten człowiek dopuścił się jego obrazy. Gdy książę to potwierdza, ten przyznaje, iż chciał zamordować arystokratę. W obecności przerażonych przyjaciół niedoszłemu zamachowcy zostaje odcięta głowa.

### Zaklinanie duchów

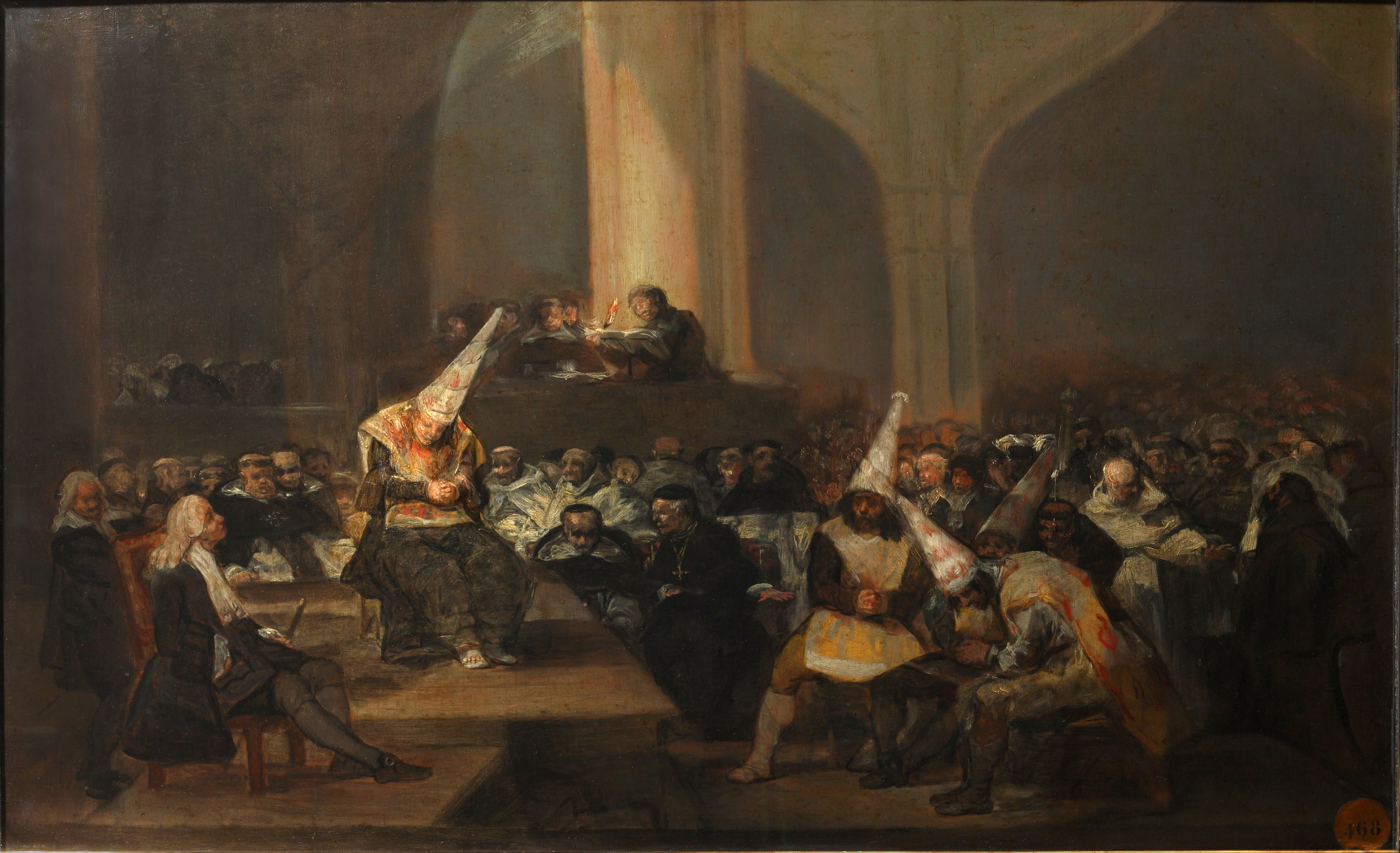
Trybunał Inkwizycji pędzla Francisca Goi

Przedziwne wypadki i zdarzenia prowadzą do tego, że książę - pomimo długiej podróży gondolą na Brencie - zgadza się na uczestnictwo w seansie zaklinania duchów, prowadzonym przez ekscentrycznego maga z Sycylii. Zapytany jakiego ducha chciałby zobaczyć, książę decyduje się na markiza Lanoy, przyjaciela, który umarł mu na rękach w czasie wojny. Ponieważ śmierć nie pozwoliła mu usłyszeć ostatnich słów jego kompana, protagonista chce poznać całą resztę. W przejmującym grozą zaklinaniu, przy towarzyszących mu błyskach i grzmotach, w pobliżu ściany kominka zjawia się blada postać w zakrwawionej koszuli i wydaje ledwo słyszalny dźwięk. Proces jednak zostaje nagle przerwany przez kolejny grzmot i kolejna sylwetka wyłania się w tym samym miejscu, zakrwawiona i blada niczym pierwsza, lecz nawet bardziej przerażająca i w rezultacie wprowadzająca maga w paniczny strach. Podczas gdy publiczność patrzy na owe wydarzenia z grozą, a pewien angielski lord bezskutecznie stara się odgonić zjawę przy pomocy szpady, książę zachowuje spokój, rozpoznaje swojego przyjaciela Lanoya i dowiaduje się w krótkiej rozmowie, co ten chciał mu powiedzieć. W rosyjskim oficerze, który grozi leżącemu na ziemi magowi i którego dziwna twarz już wcześniej rzuciła się hrabiemu w oczy, książę rozpoznaje tajemniczego Ormianina.
Chwilę późnej mag zostaje aresztowany, a jego seans zdemaskowany jako oszustwo. Pomimo tego druga zjawa pozostaje zagadkowa. Podczas gdy hrabia wskazuje na niejasność niektórych fenomenów, nie wykluczając przy tym zdarzeń nadprzyrodzonych, książę obstaje przy racjonalnym wyjaśnieniu i rozpoznaje intrygę, skierowaną przeciwko niemu.

### Opowiadanie maga
Chociaż książę jest w stanie przejrzeć oszustwo maga, to minione zdarzenia mają zły wpływ na jego zachowanie i charakter. Udaje mu się porozmawiać z aresztowanym mężczyzną, który opowiada mu o niesamowitym Ormianinie, którego miał już okazję spotkać osobiście i który odcisnął swoje piętno na losach pewnej szlacheckiej rodziny. Zostaje on w owej szczegółowej relacji przedstawiony jako „straszna istota”. Jest wielu wiarygodnych świadków, przypominających sobie, iż widzieli Ormianina w wielu miejscach na Ziemi w tym samym czasie. Ostrze żadnej szpady nie jest w stanie go przebić, żadna trucizna powalić, żaden ogień poparzyć, a każdy statek, na którym się znajduje, nie może zatonąć. Nawet sam czas zdaje się tracić nad nim władzę.” Długie opowiadanie maga zawiera też wzmiankę o tragicznej historii miłosnej, w której upiorny Ormianin także odgrywa centralną rolę.
Przyjaciele ponownie dyskutują o relacji Sycylijczyka, sam książę odrzuca jego wersję jako niewiarygodną i zwraca uwagę na podły sposób myślenia mężczyzny oraz odnosi się do praw natury. W charakterze tych ludzi leży wyolbrzymianie takich rzeczy i pogarszanie ich zbyt wieloma szczegółami; zwykłe oszustwo zrobiłoby to samo wyśmienicie w sposób skromny i powściągliwy. Chcesz raczej uwierzyć w cud, niż przyznać nieprawdopodobieństwu racje bytu? Obalić siły natury, niźli zawierzyć sztucznej i mniej zwyczajnej kombinacji owych sił? Sam hrabia odpowiada przyjacielowi: Nawet jeśli ta sprawa nie usprawiedliwia tak śmiałych wniosków, to musisz jednak przyznać, że wymyka się ona możliwościom naszego poznania”.

### Tajne stowarzyszenie Buccentauro

Bucentaur i gondole

Zmiana osobowości protagonisty staje się coraz bardziej widoczna. Niedawno jeszcze skromnie żyjący i powściągliwy arystokrata rzuca się teraz w wir dzikich uczt, wydaje więcej niż pozwala mu na to jego stan społeczny i popada w długi. Przyłącza się także do złowieszczego stowarzyszenia Buccentauro, którego podejrzane metody chce przejrzeć sam hrabia.
W bigoteryjnym i służalczym wychowaniu oraz autorytarnie przekazywanej religii jeszcze za czasów dzieciństwa, hrabia znajduje powód błądzenia jego przyjaciela. Stłumienie całej żywotności chłopca w apatycznym przymusie ducha było najskuteczniejszym środkiem do zapewnienia najwyższego zadowolenia książęcym rodzicom. Tak więc nie jest wcale dziwnym, iż książę wykorzystał pierwszą nadarzającą się okazję, by wyrwać się spod tak ciężkiego jarzma - lecz umknął mu niczym poddany niewolnik srogiego pana, nosząc oprócz wolności także poczucie własnej niewoli. Stowarzyszenie potrafi w odpowiedni sposób wykorzystać wyobraźnię protagonisty i sprzyja wyuzdanej wymianie zdań, ukrywając ją pod pozorem szlachetnej i rozsądnej wolności duchowej. Przy tym książę zapomina, że libertynizm ducha i obyczajów u osobników tego stanu rozkwita dlatego, ponieważ znajduje on tu więcej swobody i nie jest ograniczony aureolą i urokami świętości. Członkowie zgromadzenia znieważają i hańbią poprzez zasługującą na potępienie filozofię oraz obyczaje.
Stowarzyszenie szczyci się wybrednym smakiem i dobrym tonem, a pozornie panująca równość przyciąga księcia. Duchowe rozmowy członków świata polityki i nauki przez długi czas ukrywają przed nim niebezpieczeństwo tego związku. Stopniowo zaczęła zanikać czysta i piękna prostota jego charakteru oraz delikatność jego moralnych uczuć.
Hrabia jest zmuszony do opuszczenia Wenecji i czyta dalszą część historii protagonisty z listów zaprzyjaźnionego z księciem barona. Pod wpływem nowych idei, książę coraz bardziej wykracza poza dopuszczalne granice, popada w długi, spotyka na swojej drodze także niefrasobliwego markiza Civitellę.

### Filozoficzna wymiana
W czwartym liście baron opisuje długą rozmowę między nim a księciem, który zdaje się być coraz bardziej nieszczęśliwy. W obliczu złej sytuacji finansowej protagonista jawi się jako fatalista, skarży się na swoją egzystencję, społeczną pozycję i reputację. Twierdzi, że jako książę jest on tworem „opinii świata”. Jeśli nie może być już szczęśliwy, to zabronione nie będą mu żadne sztuczne uciechy. Wymiana przechodzi w długi filozoficzny dialog, w którym bohater wyjaśnia swoje moralno – filozoficzne wyobrażenia. Rozmowa przypomina strukturalnie dialogi Platona, a baron pełni tam jedynie funkcję figuranta. 

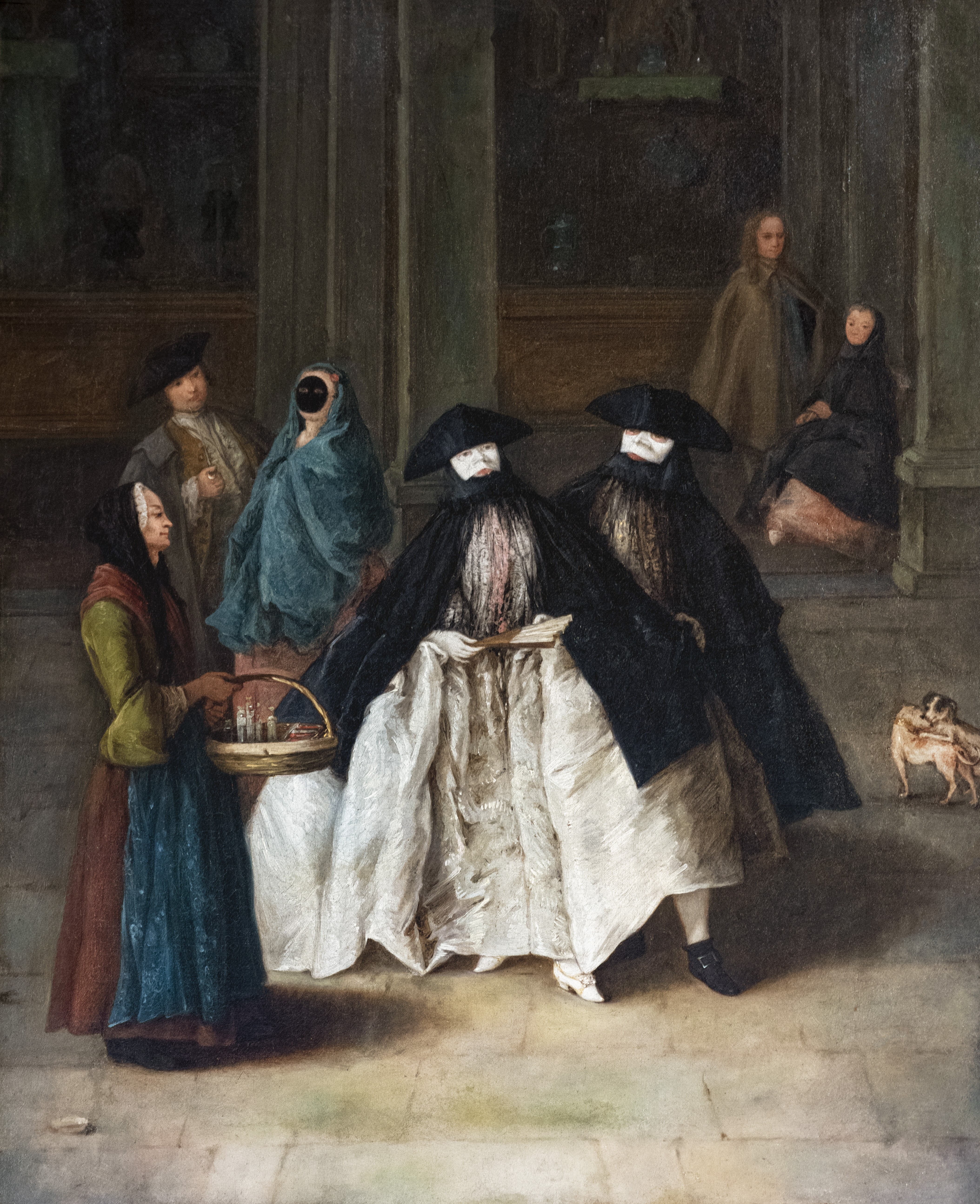
Bal maskowy w czasie karnawału w Wenecji.

### Piękna dama
Wyjazd z Wenecji, polecony przez dwór i wspierany przez barona, przeciąga się, ponieważ książę zauroczył się w pięknej kobiecie, którą spostrzegł w ciemnym kościele, u schyłku dnia, podczas wizyty na wyspie Giudecca. Podziwia on jej piękno i opisuje je baronowi z entuzjastyczną przesadą.Gdzie znajdę słowa, by opisać tę niebiańsko piękną twarz, gdzie dusza anielska, niczym na jej tronie, promieniuje całą obfitością jej urody? Na prosty opis barona sugerujący, że chodzi o miłość, protagonista odpowiada: Musi zawsze być nazwa dla czegoś, dzięki czemu jestem szczęśliwy? Miłość – Nie poniżaj mojego odczucia żadną nazwą, nadużywaną przez tysiące słabych dusz! Kto inny czuł to co ja teraz? Taka istota wcześniej nie istniała – więc jak nazwa mogła istnieć wcześniej niż uczucie? To jest nowe, jedyne uczucie, nowo-powstałe z nową istotą i tylko dla niej możliwe! – Miłość! Przed miłością jestem bezpieczny!. By przedłużyć swój pobyt i osobiście poznać nieznajomą, książę przystaje na propozycję markiza Civitello i pożycza dużą sumę pieniędzy. Poszukiwania kobiety, którą protagonista uważa początkowo za grecką arystokratkę, okazują się być żmudne. Ostatecznie spotyka on ją podczas podróży statkiem z Murano do Wenecji, gdzie dochodzi do długo oczekiwanej rozmowy, a później także kolejnych spotkań.
Ostatecznie książę rozstaje się z jego dworem. Jest on ostro atakowany w liście, jako że prowadzi rozwiązłe życie, słucha się wizjonerów i spirytualistów i stoi w podejrzanych związkach z katolickimi duchownymi. Jest tylko jedna rzecz, która pozwala dostrzec różnicę między ludźmi – posłuszeństwo i władza – dodaje zrezygnowany protagonista. Swój czas spędza on pośród nowych towarzyszy, poświęca im także wszystkie myśli, żyjąc niczym we śnie i nie wykazując zainteresowania innymi sprawami.

### Przejście na katolicyzm
Na końcu fragmentu hrabia, któremu wiele listów od barona zostało zatajonych, dowiaduje się w krótkim piśmie o śmiertelnej ranie markiza, o planach zemsty jego wujka i śmierci kobiety w wyniku otrucia. Sam kościół zyskał w postaci księcia kolejną cenną zdobycz. Szybka podróż prowadzi hrabiego do Wenecji. Tam spotyka barona w dobrej kondycji i dowiaduje się, że długi księcia zostały spłacone, a markiz został przy życiu. Protagonista nie potrzebuje więcej wsparcia hrabiego, gdyż jest on pod opieką Ormianina i uczestniczy w jego pierwszej mszy.

## Powstanie
Schiller zajmował się tematem od 1786, mając na celu zebranie nowego materiału dla swojego czasopisma Thalia. Pierwsza część Spirytualisty ukazała się w czwartym wydaniu w październiku 1787 roku, ostatnia w listopadzie 1789 roku. Wydanie współczesne, spisane w 1798 roku, było przez Schillera trzykrotnie korygowane i dwukrotnie modyfikowane w zakresie ogólnej koncepcji. 

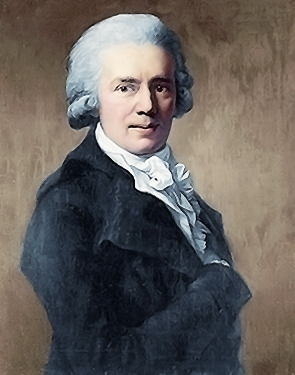
Christian Gottfried Körner wspierał powstanie Spirytualisty.

Pierwsza część utworu powstała latem 1786 roku, gdy autor mieszkał w Dreźnie i korespondował z jego przyjaciółmi Christianem Gottfriedem Körnerem (o samym projekcie) oraz Ludwigem Ferdinandem Huberem. Ten ostatni wspierał proces twórczy Spirytualisty. Przetłumaczył on Spisek markiza Bedemara przeciwko Republice Weneckiej z 1618 roku i zapoznał pisarza z samym miastem i jego atmosferą. Tekstu o „tajemniczej Wenecji” spod pióra Schillera ciężko jest sobie wyobrazić bez pomocy Hubersa.
Autor przerwał nawet prace nad dramatem Don Carlos by poświęcić się pisaniu powieści. Motywy takie jak pogoń za wolnością, utopia, idealizm, spiski i intrygi można znaleźć, w różnych konstelacjach, w obu dziełach.
Wraz z kolejnymi częściami zapowiadanymi przez Schillera i oczekiwanymi przez czytelników i krytykę, pisarz mógł liczyć na spory zastrzyk finansowy. Obok utworu Die Abderiten Wielanda, Spirytualistę zalicza się do pierwszych powieści publikowanych w częściach. 
Po przeprowadzce z Drezna do Weimaru w 1787 roku, autor stanął przed wyborem dalszych prac nad powieścią, co oprócz pieniędzy przyniosłoby mu dalszy rozgłos, bądź skompletowaniem rozpoczętego w 1786 roku dzieła historycznego zatytułowanego Historia osobliwych rebelii i spisków. Jako że zajął się on drugim projektem, jego zainteresowanie Spirytualistą zmalało.
Schiller wielokrotnie odkładał wznawianie prac nad dziełem, żałując nawet tego, że rozpoczął sam projekt: Jaki demon mi go podsunął pisał 6 marca 1788 roku w liście do Körnera. Tego przeklętego Spirytualistę nie potrafię do tej godziny obdarzyć nawet nikłym zainteresowaniem. Powątpiewał on też nad wartością własnej pracy: Spirytualista, którego kontynuuję, staje się gorszy i gorszy, nie mogę nic poradzić. Tylko przy niewielu zajęciach był on świadom tak grzesznego nakładu czasowego jak przy tej bazgraninie.
Kiedy kontynuacja powieści ukazała się wreszcie w piątym zeszycie Thalii, a publiczność i krytycy zareagowali z dużym entuzjazmem, Schiller rozpoznał materialne możliwości kryjące się za projektem i zdecydował się na wydanie formy książkowej. Ale nawet to nie zmotywowało go do regularnego pisania. Ostatecznie zdecydował się on na zawarcie swoich doświadczeń i filozoficznych idei w dziele. W taki sposób miejsce znalazły kolejno filozoficzna wymiana oraz opowiadanie o pięknej kobiecie, które ukazały się wraz z szóstym zeszytem. Z filozoficznymi treściami zainteresowanie powieścią u pisarza ponownie wzrosło, jak przyznawał sam artysta swojemu przyjacielowi Körnerowi. Pełnowartościowa rozmowa umożliwiła mu skonfrontowanie księcia z problemem „wolnomyślności”. Sam Körner uważał owe rozmyślania za długie i zbędne. Zawierały one zarówno sceptyczne jak i ponure interpretacje historyczne autora i kontrastowały z „pozytywnym wykładem inauguracyjnym” z 1789 roku.
Między 1789, kiedy na łamach Thalii ukazała się ostatnia część, a 1798 światło dzienne ujrzały trzy wydania książki. W drugim i trzecim wydaniu Schiller skrócił filozoficzną wymianę.

## Interpretacja
W kategoriach przedstawienia fabuły Spirytualista był dla Schillera ważnym dziełem. Stosował on z wielką wirtuozerią różne płaszczyzny rzeczywistości, posługując się wieloma narratorami jak hrabią, baronem, sycylijskim magiem czy markizem Civitelli. Każdy z tych charakterów reprezentował swoją własną specyficzną perspektywę, wszyscy także obserwowali i komentowali wydarzenia fabularne.

Szturm na Bastylię.

Pytanie o autentyczność i prawdę, wiążące się wypowiedziami świadków, miało dla Schillera duże znaczenie. W przypadku tego tekstu, czytelnik wie, że ma do czynienia z fikcyjnym materiałem, lecz mimo to rzuca się on w wir autorskiej imaginacji. Do sprawy fikcjonalnej narracji odnosił się także sam pisarz, który twierdził, że czytelnik i autor muszą zawrzeć między sobą cichą umowę zezwalającą twórcy na fantazjowanie. Powieść obrazuje problem prawdy i jej przekazywania za pomocą języka, a co za tym idzie szkicuje granice fikcyjnej narracji. Gdy Schiller je rozpoznał w 1787 roku, zdecydował się początkowo na niekontynuowanie powieści, a zamiast tego skupił się na jego pracach naukowych.
Spirytualista pokazuje paradygmatycznie cześć problemów ówczesnej europejskiej szlachty i jej otoczenia. Na przykładzie księcia z niepewną przyszłością w Republice Weneckiej, będącej jedną z ostatnich niezależnych republik kupieckich, Schiller zarysował nie tylko charakterystyczne dla poszczególnych stanów sposoby zachowań, ale także zagrożenia kulturowe samej szlachty.
Bernhard Zimmermann wskazuje na sytuacje wolnych pisarzy, którzy widzieli siebie w pozycji zależnej od reguł rynkowych i którzy musieli pogodzić finansowe interesy wydawców z ich artystyczną indywidualnością. Wyjście z zależności od dworskiego patronatu i więzów stanowej poetyki reguł przyniosło pisarzom nowe możliwości artystycznego wyrazu. Z drugiej strony byli oni jednak bardziej zdani na anonimowego czytelnika, który decydował o powodzeniu bądź niepowodzeniu dzieła. Schiller należał do autorów, którzy potrafili dopasować się do zainteresowań czytelniczych mieszczaństwa. Jego wyczucie sprzeczności społecznych stanów i przewrotów po rewolucji francuskiej pomogło mu dostrzec dwojaki charakter dzieł literackich. Chciał on przy pomocy sztuki uwolnić odbiorcę z autoalienacji oraz przywrócić jednostce jej pełne człowieczeństwo. Po początkowej euforii, zareagował on jednak z rezygnacją na potrzeby mieszczańskiej publiki. Choć jeszcze w 1784 roku pisarz polegał i ufał jej postulatom, to już w 1799 roku – pod wpływem Kanta – zdystansował się od oczekiwań czytelników. Rozróżniał on między „pracami ulubionymi”, tj. autentyczną poetycką twórczością oraz „pracami pisarskimi”, skierowanymi na potrzeby realnej publiczności. Spirytualista należy bez wątpienia do drugiej kategorii. 

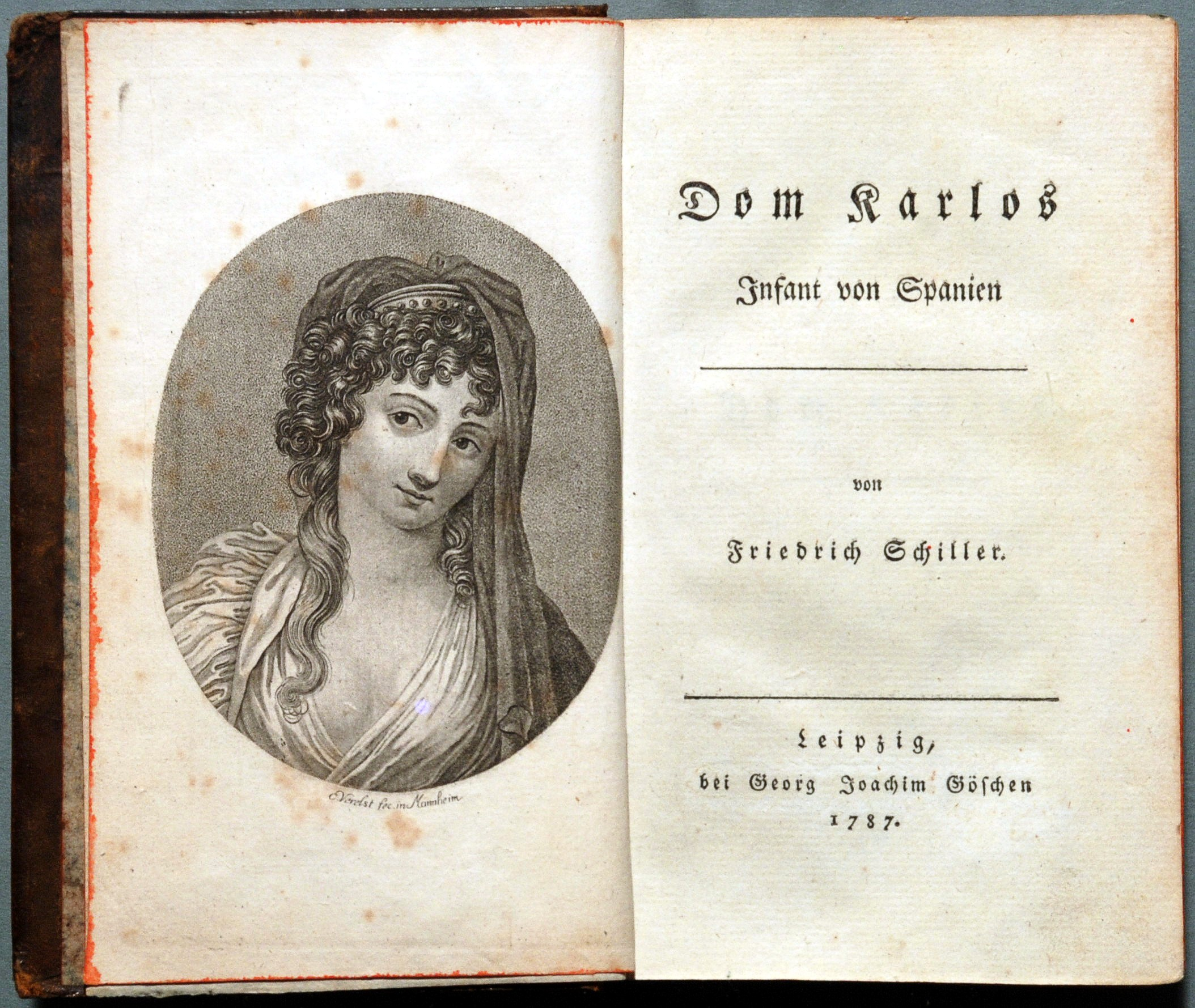
Don Carlos - strona tytułowa.

Według Matthiasa Luserke-Jaquiego wypowiedź księcia, iż człowiek jest szczęśliwy tylko po to, by być potrzebnym, niweczy całą nadzieję na szczęście indywidualne, które zostaje zastąpione funkcjonalną wartością. Sam książę stawia pytanie, które zdaje się być aktualne także w kontekście dnia dzisiejszego: Co jest się winnym pracownikowi, który nie może już pracować, albo człowiekowi, który nie jest już potrzebny?. Odpowiedź nie pada. Historia miłosna z „piękną Greczynką” stanowi odpowiednik materialistycznej filozofii księcia z jej deformującym działaniem na ludzki charakter.
Rüdiger Safranski wysuwa paralele do Don Carlosa i porównuje markiza Posę z Ormianinem. Tak jak on markiz okrywa się mgłą tajemnicy i pogrywa z jego przyjacielem i królową niczym figurami szachowymi. Don Carlos i książę są pozornie kierowani przez niewidzialnego i potężnego ducha, choć sam markiz jest eksponowany jako promieniująca sylwetka, Ormianin zaś jako ciemna osobowość. To że książę szybko potrafi sobie wyjaśnić całą intrygę, niesie ze sobą negatywny oddźwięk dla protagonisty: polega on za bardzo na swoim rozumie, umacnia własne odczucie bezpieczeństwa i dystansuje się dumnie i zarozumiale od starych kompanów. Traci znajomości, które zawsze były dla niego ważne, staje się niepowściągliwy i zachowuje się jak libertyn, który wprawdzie nie daje się oślepić mistycyzmowi, lecz dla którego nic już nie jest święte. Ormianin uwolni księcia niczym służącego, który ucieknie „z łańcuchami na nogach” i przez to szybko zostanie ponownie pojmany i wykorzystany do innych celów. Tak wpada on w wir zabaw i zadłuża się. Kiedy wreszcie jest duchowo zniszczony i pozbawiony zasad, wpada wskutek swej własnej słabości pod mocną rękę kościoła, jak ma to miejsce na końcu powieści. Z wrażliwego melancholika staje się on sceptykiem, wolnomyślicielem, libertynem i pełnym skruchy grzesznikiem. Droga prowadzi ze zmierzchu w stronę fałszywego światła, a następnie ponownie w ciemność.

## Recepcja
Mimo że powieść pozostała fragmentem, to odniosła za życia Schillera największy sukces spośród wszystkich jego tekstów. Z aktualnym jak na tamte czasy tematem spirytualizmu oraz tajemnymi stowarzyszeniami autor wyszedł naprzeciw zainteresowaniu czytelników.

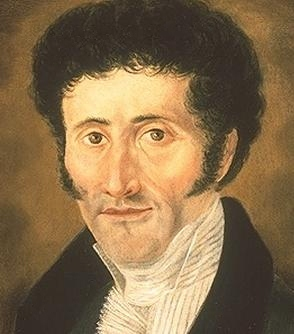
E.T.A. Hoffmann

Już pierwsza część utworu ze stycznia 1787 roku odbiła się pozytywnym echem. Entuzjazm był mniej związany z podjęciem przez Schillera ważnych społecznych pytań, a bardziej ukierunkowany na oczekiwanie kontynuacji fabuły. W wydaniu Gothaischen gelehrten Zeitung z czerwca 1787 roku można było przeczytać : Jest to wysoce interesujący tekst, mistrzowsko napisany. Fabuła się urywa w miejscu, gdzie rozwiązanie zdawało się być na wyciągnięcie ręki. Oczekujemy kontynuacji z niecierpliwością. Wydawca z pewnością ucieszy swoich czytelników, jeśli zaspokoi ich ciekawość możliwie jak najszybciej. Także na piąty zeszyt publiczność i recenzenci zareagowali bardzo pozytywnie, domagając się kolejnych części.
Spirytualiści grali w XIX wieku istotną rolę także w innych dziełach. W niektórych z nich można było znaleźć odniesienia do samego Schillera.
W wielu utworach E.T.A. Hoffmanna – jak Piaskun czy nowele ze zbioru Bracia Serafiońscy – wspominany jest spirytualizm. W opowiadaniu Der Elementargeist protagonista Wiktor stwierdza, że zainteresowanie mistycznością i niesamowitością jest głęboko zakorzenione w ludzkiej naturze. Przede wszystkim Schillerowski Spirytualista zdaje się zawierać formy zaklinania najpotężniejszych z czarnych magii. Po lekturze książki otworzyło się mu magiczne królestwo wypełnione nadziemskimi a może i podziemnymi cudami, w którym to podróżuje i błądzi, niczym marzyciel. Tajemniczego majora O’Malleya Wiktor porównuje z Ormianinem z powieści Schillera. 

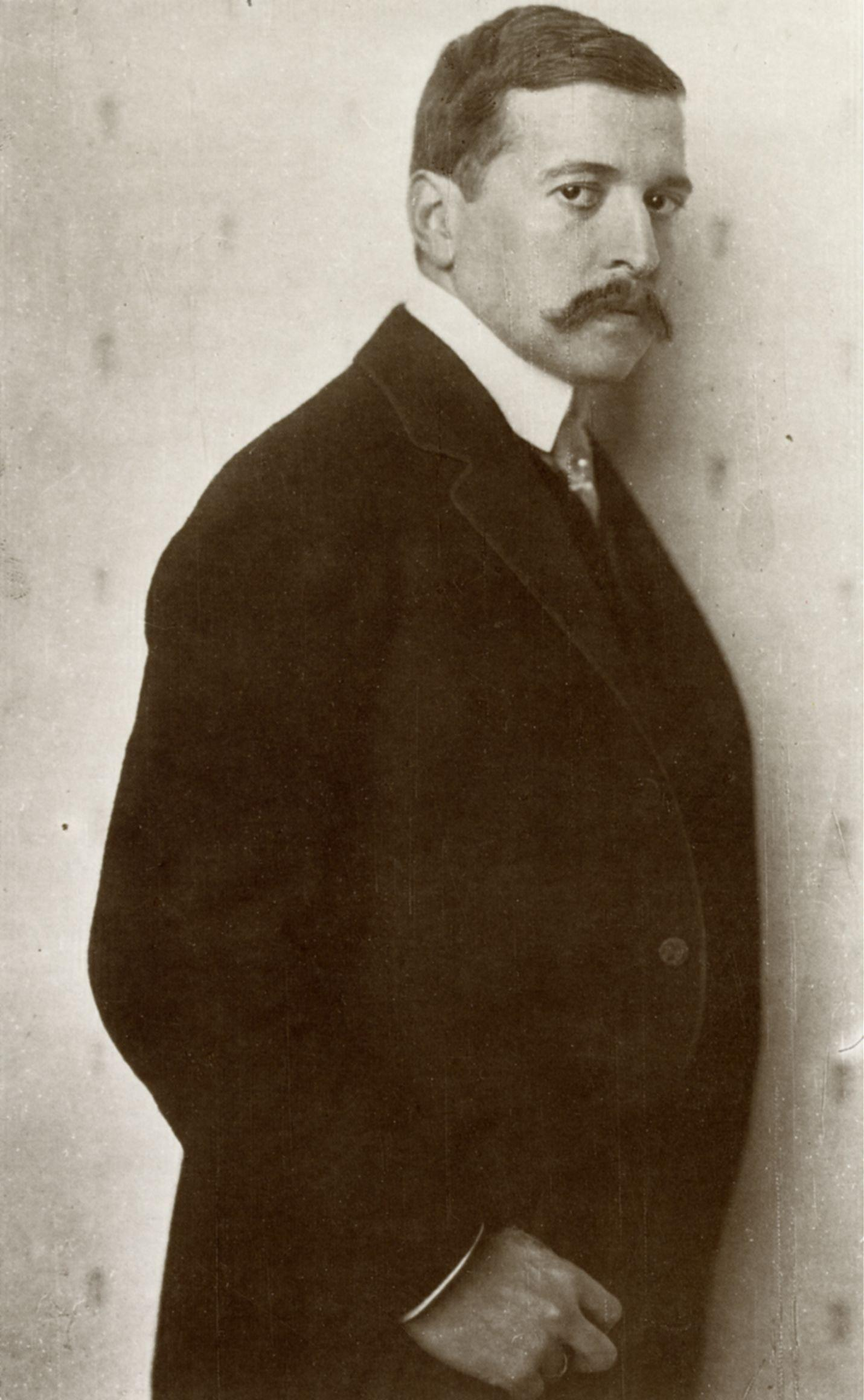
Hugo von Hofmannsthal uwzględnił powieść w jego zbiorze „Niemieccy prozaicy”.

Hugo von Hofmannsthal włączył w 1912 roku powieść do jego zbioru „Niemieccy prozaicy”. We wstępie, którego proza była chwalona przez Thomasa Manna, Hofmannsthal wskazywał na szersze spojrzenie Schillera na wielkie sytuacje i zaawansowane intrygi państwowe. W powieści różni ludzie są zręcznie ze sobą powiązani, a sam Schiller ze swoją zręcznością stoi pośród Niemców prawie osamotniony, jako że nie jest ona ich mocną stroną. 
Wpływ Spirytualisty na prozę Jacoba Wassermanna był dla Thomasa Manna przykładem aktualności Schillera. Inspiracje autorem są także widoczne we współczesnych dziełach – podkreślał Mann w ankiecie z 1929 roku.
W książce Versuch über Schiller, Mann określił Spirytualistę jako świetną powieść sensacyjną. Entuzjastyczna publiczność naciskała na autora, by ten ukończył dzieło. Schiller jednak czuł się w powieści, podobnie jak w liryce, niczym „w swoim królestwie” i odmówił kontynuacji. Nowela Manna Śmierć w Wenecji również rozgrywa się w mieście pełnym dekadencji i upadku obyczajów. W Spirytualiście protagonista ulega urokom pięknej kobiety, podczas gdy w dziele Manna młodzieńcowi Tadziowi. Dalej książę wpada przy końcu w wir zabawy i zwątpienia, a wysokie wymagania Aschenbacha jako artysty i jego etyka wyczynu stają się z czasem coraz bardziej dyskusyjne.
Według Reina A. Zondergelda, Schiller wraz ze swoją niedokończoną powieścią stworzył nie tylko główne dzieło niemieckiej grozy, ale także jeden z najbardziej znaczących utworów literatury fantastycznej. W tłumaczeniu angielskim dzieło stało się ważnym wzorcem dla powieści gotyckiej. Późniejsze próby dokończenia książki – choćby przez Cajetana Tschinka czy, ponad 100 lat później przez Hannsa Heinza Ewersa- były mało przekonujące.
Rüdiger Safranski wspomina o romantycznej powieści, którą Schiller napisał jeszcze przed nadejściem epoki. Już samo zainteresowanie Wenecją jest romantycznej natury. Pisarz jako pierwszy z powodzeniem wyobraził sobie i naszkicował ponure otchłanie miasta. Wraz ze Spirytualistą zaczyna się motyw Śmierci w Wenecji, który niewiele później jest kontynuowany w Ardinghello Heinego, dziele, w którym Wenecja jest przedstawiona jako stolica miłości, pożądania i śmierci. Późniejsi autorzy będą wysyłać ich bohaterów z ich dionizyjskimi losami życiowymi właśnie do Wenecji.

## Wydania
- Friedrich Schiller: Der Geisterseher. Aus den Memoiren des Grafen von O***, Sämtliche Werke, Band III, Gedichte, Erzählungen, Übersetzungen, Deutscher Bücherbund, Stuttgart
- Friedrich Schiller: Der Geisterseher. Aus den Memoiren des Grafen von O***. Suhrkamp, Frankfurt am Main 1978, ISBN 3-518-04269-6 (Erstausgabe)
- Friedrich Schiller: Der Geisterseher. Aus den Memoiren des Grafen von O***. Reclam, Ditzingen 1995 ISBN 3-15-007435-5